# Camarenilla
Camarenilla település Spanyolországban, Toledo tartományban. Camarenilla Recas, Bargas, Villamiel de Toledo, Fuensalida és Arcicóllar községekkel határos. Lakosainak száma 606 fő (2024).

## Népesség
A település népessége az utóbbi években az alábbiak szerint változott:
| Lakosok száma | 533  | 516  | 596  | 613  | 605  | 553  | 556  | 565  | 610  | 606  |
|               | 2001 | 2004 | 2007 | 2009 | 2012 | 2014 | 2017 | 2019 | 2022 | 2024 |